# Gustaf Lindblom
Gustaf Lindblom (Suecia, 3 de diciembre de 1891-26 de abril de 1960) fue un atleta sueco, especialista en la prueba de triple salto en la que llegó a ser campeón olímpico en 1912.

## Carrera deportiva
En los JJ. OO. de Estocolmo 1912 ganó la medalla de oro en el triple salto, llegando hasta los 14.76 metros, superando a sus compatriotas Georg Aberg y Erik Almlöf (bronce con 14.17 metros).